# Schloss Guggenthal

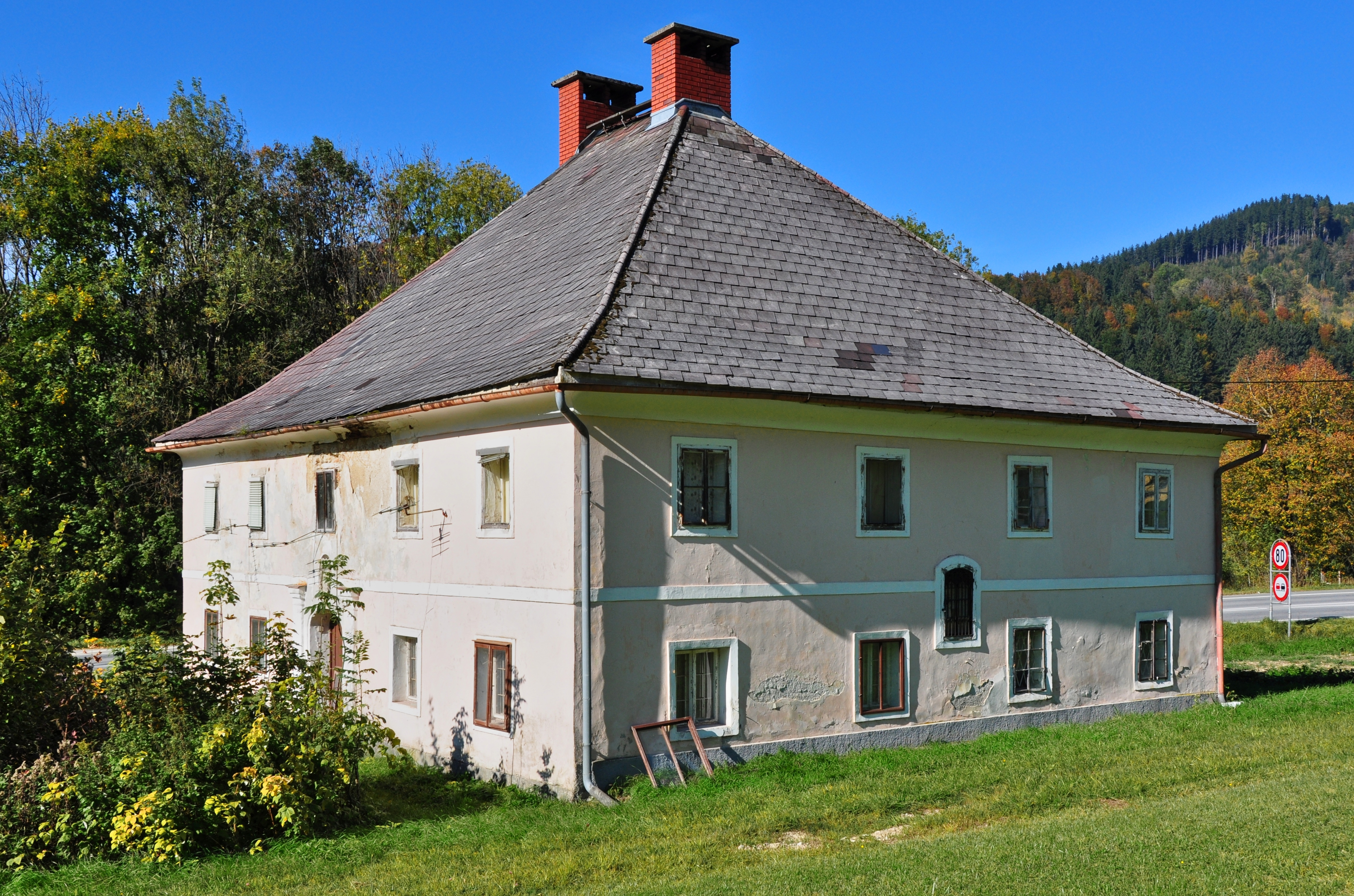
Schloss Guggenthal (2010)

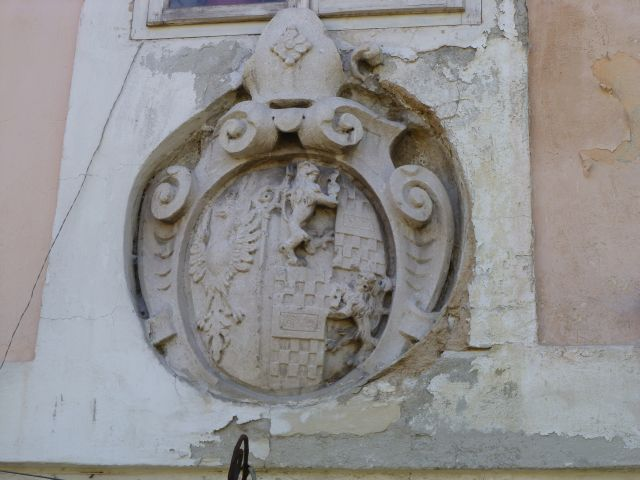
Schloss Guggenthal, Wappen von Bischof Franz Virgil Graf Spaur (gestohlen 2018)

Schloss Guggenthal (auch Ansitz, Jagdschloss) liegt im Ort Guggenthal in der Salzburger Gemeinde Koppl am Fuß des Gaisbergs direkt an der Wolfgangseestraße, rund 5 km Luftlinie östlich vom Stadtzentrum von Salzburg.
Das in Besitzurkunden erstnmals 1588 erwähnte Schlösschen war für lange Zeit im Besitz von Angehörigen von bischöflichen und erzbischöflichen Familien von Chiemsee und Salzburg und ist bis heute in Privatbesitz. Das unter Denkmalschutz stehende Gebäude ist seit längerem unbewohnt und in schlechtem Bauzustand.

## Geschichte
Bereits 1272 taucht der Weiler und der Ortsname „Gukkental“ urkundlich auf. Der nächste historische Nachweis bezieht sich Andre und Maximilian Stainhauser, die das Gut Guggenthal 1588 besaßen. Nach dem Konkurs ihres Handelshauses erwarb 1627 Sebastian Stainperger, ein Salzburger Handelsmann, den Besitz. Seine Witwe Magdalena Taxin folgte ihm 1630, verkaufte aber bereits 1633 an Catharina Gräfin Lodron, geb. Spaur. Am 14. Juli 1640 wurde das Gut von allen Abgaben befreit. Am 20. Dezember 1642 ließ Erzbischof Paris Lodron durch die Hofkammer das Gut von seiner Schwägerin als Administratorin der Lodron-Primogenitur ankaufen (heute Lindenbichlhof, Guggenthal Nr. 9). Das vermutlich von Santino Solari „neuerpaute Herrenhaus“ schenkte Paris Lodron an den Bischof Johann Christoph von Chiemsee mit der Auflage, das chiemseeische „Schlössl ob der Gmain“ (den Weiherhof in Morzg) den Salzburger Domherren zur Benützung zu überlassen – die Bischöfe von Chiemsee waren die Weihbischöfe des Erzstift Salzburg, und in Salzburg ansässig. Sein Nachfolger Johann Graf Preysing verkaufte am 1. Juni 1670 das Gut samt Mühle an den hochfürstlichen Truchsess Franz Carl Polito und seine Gattin Maria Ursula Catharina von Grimming. Mit seinem Besitzantritt begannen heftige Streitigkeiten mit den umliegenden Bauern. Nach dem Tod Politos 1683 brach 1691 ein Jurisdiktionsstreit zwischen dem Pfleggericht Neuhaus und der chiemseeischen Hofmark Koppl aus. Es wurde dann aber festgestellt, dass das gesamte Gut Guggenthal zum Gericht Neuhaus gehört. Das Gut wurde von den Bischöfen von Chiemsee fortan an Bauern ausgegeben. Am 4. Dezember 1875 kamen der Lindenbichlhof und das Schlössl nach vielen Zwischenstationen durch Kauf an Siegmund Hatschek, dessen Familie der Besitz noch heute gehört.

## Baubeschreibung
Das Schloss (bzw. auch Schlössl) Guggenthal hat einen beinahe quadratischen Grundriss mit zwei Geschoßen und einem hohen annähernd pyramidalen Walmdach über einem breiten Hohlkehlengesims. Durch das Schloss führt ein Mittelgang, von dem aus man über eine steile Holzstiege in den ersten Stock gelangen kann. Oberhalb der östlichen Eingangstür war das Wappen des Chiemseer Bischofs Franz Virgil Graf Spaur angebracht; es wurde 2018 gestohlen. Das westliche Wappen, das 2014 gestohlen wurde, zeigte das Wappen (Löwe mit Brezelschweif) der Familie Lodron. Auf der Straßenseite ist hinter einem Gitter ein hölzernes Kruzifix angebracht, auf der Bergseite findet sich eine Madonnenfigur.
Das Objekt steht unter Denkmalschutz, wird privat genutzt, ist aber unbewohnt und droht zu verfallen.

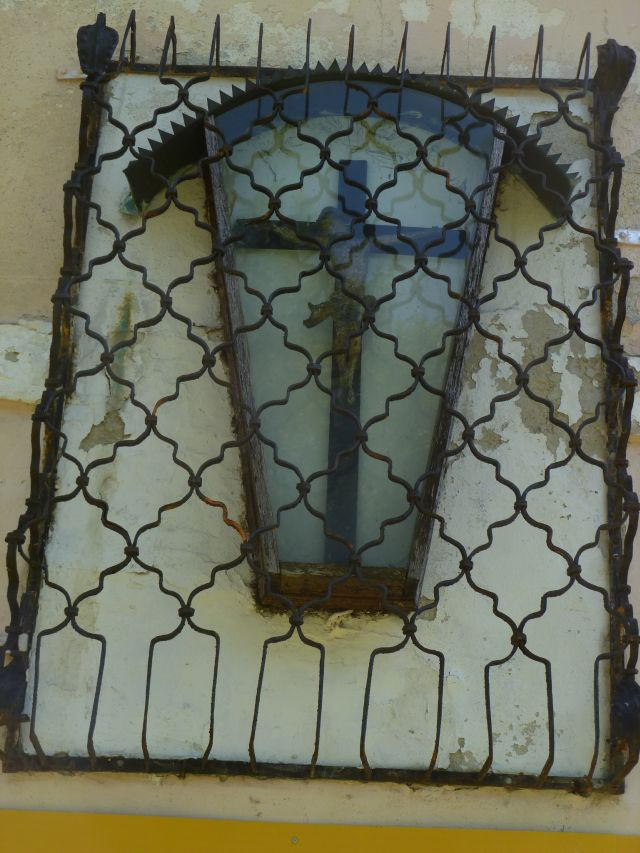
Kruzifix auf der Straßenseite
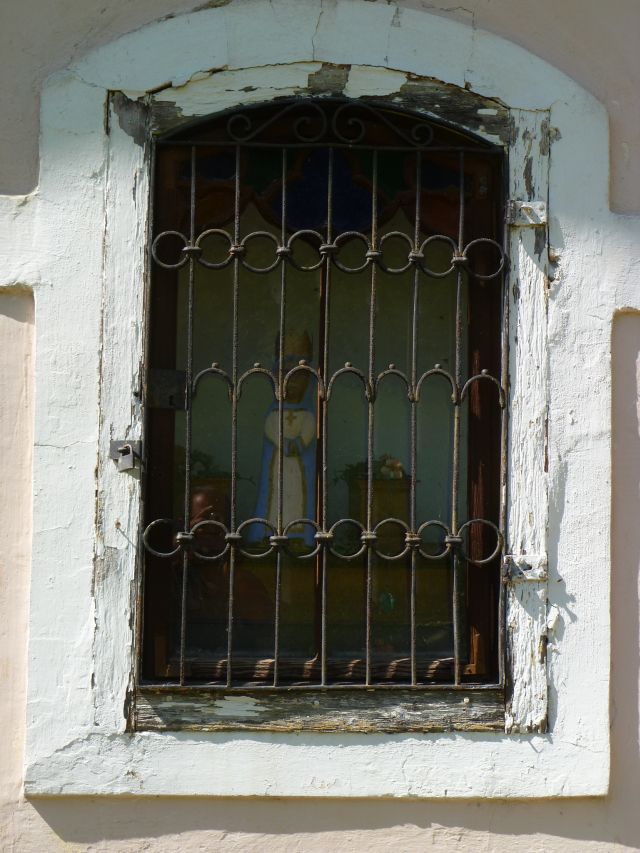
Hausmadonna